# Drayton (Dakota del Norte)
Drayton es una ciudad ubicada en el condado de Pembina en el estado estadounidense de Dakota del Norte. En el censo de 2010 tenía una población de 824 habitantes y una densidad poblacional de 486,47 personas por km².

## Geografía
Drayton se encuentra ubicada en las coordenadas 48°33′44″N 97°10′45″O / 48.56222, -97.17917. Según la Oficina del Censo de los Estados Unidos, Drayton tiene una superficie total de 1.69 km², de la cual 1.69 km² corresponden a tierra firme y (0%) 0 km² es agua.

## Demografía
Según el censo de 2010, había 824 personas residiendo en Drayton. La densidad de población era de 486,47 hab./km². De los 824 habitantes, Drayton estaba compuesto por el 98.3% blancos, el 0.36% eran afroamericanos, el 0.61% eran amerindios, el 0% eran asiáticos, el 0% eran isleños del Pacífico, el 0.12% eran de otras razas y el 0.61% pertenecían a dos o más razas. Del total de la población el 1.46% eran hispanos o latinos de cualquier raza.